# Lazar Samardžić
Lazar Samardžić (Servisch: Лазар Самарџић) (Berlijn, 24 februari 2002) is een Servisch-Duits voetballer die doorgaans als offensieve middenvelder speelt. Hij verruilde Udinese in de zomer van 2025 voor Atalanta Bergamo, dat hem het seizoen ervoor al huurde. Samardžić debuteerde in 2023 als international in het Servisch voetbalelftal.

## Clubcarrière

### Hertha BSC
Samardžić werd geboren in Berlijn en speelde elf jaar in de jeugd van Hertha BSC. Hij debuteerde op 22 mei 2020 in de Bundesliga in een derby tegen Union Berlin. Daarna mocht hij ook nog invallen tegen Borussia Dortmund en Eintracht Frankfurt.

### RB Leipzig
Samardžić verruilde Hertha in september 2020 voor RB Leipzig, de nummer drie van het voorgaande seizoen. Daar maakte hij op 3 oktober tegen Schalke 04 zijn debuut voor de club. Het lukte hem hier niet om trainer Julian Nagelsmann te overtuigen. Hij mocht dat seizoen negen keer spelen, waarvan zes keer als invaller. 

### Udinese
Nog geen jaar na zijn komst naar Leipzig verhuisde Samardžić opnieuw, nu naar Udinese. Daar maakte hij op 12 september tegen Spezia Calcio zijn debuut. Als invaller in de 81'ste minuut maakte hij direct de enige treffer van de wedstrijd en daarmee zijn eerste voor de club. Hij kwam tot 24 wedstrijden in zijn eerste seizoen, maar voornamelijk als invaller.
In de tweede seizoenshelft van het seizoen 2022/23 groeide Samardžić uit tot basisspeler. Hij miste het hele seizoen slechts één wedstrijd en was goed voor vijf goals en vier assists. In totaal speelde hij drie seizoenen voor Udinese, waarin hij tot 98 wedstrijden, dertien goals en tien assists kwam. 

### Atalanta Bergamo
In de zomer van 2024 maakte Samardžić op huurbasis de overstap naar Atalanta Bergamo, dat een verplichting tot koop had als het door het seizoen aan bepaalde voorwaarden voldeed. Op 25 augustus maakte hij tegen Torino zijn debuut voor Atalanta. Op 19 september maakte Samardžić tegen Arsenal zijn debuut in de Champions League. Negen dagen later maakte hij in de Serie A tegen Bologna zijn eerste doelpunt voor de club. Op 26 november maakte hij tegen Young Boys zijn eerste CL-doelpunt.

## Clubstatistieken
| Seizoen        | Club               | Competitie     | Competitie | Competitie | Beker | Beker | Internationaal | Internationaal | Totaal | Totaal |
| Seizoen        | Club               | Competitie     | Wed.       | Dlp.       | Wed.  | Dlp.  | Wed.           | Dlp.           | Wed.   | Dlp.   |
| -------------- | ------------------ | -------------- | ---------- | ---------- | ----- | ----- | -------------- | -------------- | ------ | ------ |
| 2019/20        | Hertha BSC         | Bundesliga     | 3          | 0          | 0     | 0     | —              | —              | 3      | 0      |
| 2020/21        | RB Leipzig         | Bundesliga     | 7          | 0          | 2     | 0     | 0              | 0              | 9      | 0      |
| 2021/22        | Udinese            | Serie A        | 22         | 2          | 2     | 0     | —              | —              | 24     | 2      |
| 2022/23        | Udinese            | Serie A        | 37         | 5          | 2     | 0     | —              | —              | 39     | 5      |
| 2023/24        | Udinese            | Serie A        | 34         | 6          | 0     | 0     | —              | —              | 34     | 6      |
| 2024/25        | Udinese            | Serie A        | 0          | 0          | 1     | 0     | —              | —              | 1      | 0      |
| 2024/25        | → Atalanta Bergamo | Serie A        | 28         | 2          | 3     | 2     | 8              | 1              | 39     | 5      |
| Carrièretotaal | Carrièretotaal     | Carrièretotaal | 131        | 15         | 10    | 2     | 8              | 1              | 149    | 18     |

Bijgewerkt t/m 23 april 2025.

## Interlandcarrière
Samardžić maakte deel uit van bijna alle Duitse nationale jeugdselecties vanaf Duitsland –16 en nam met Duitsland –17 deel aan het EK –17 van 2019. Vier maanden na zijn laatste interland voor Jong Duitsland, debuteerde hij in het Servisch voetbalelftal. Bondscoach Dragan Stojković liet hem toen in de 72e minuut invallen voor Dušan Tadić tijdens een met 2–0 gewonnen EK-kwalificatiewedstrijd tegen Litouwen. Hij speelde twee van de drie wedstrijden mee van Servië op het EK 2024. Op 20 maart 2025 scoorde Samardžić tegen Oostenrijk zijn eerste interlanddoelpunt. 